# Live & Rare
Live & Rare – album koncertowy grupy Rage Against the Machine wydany w 1998 roku (zob. 1998 w muzyce). Płytę specjalnie przygotowano na japoński rynek. Zawiera koncertowe wersje utworów. Album stał się "oficjalnym bootlegiem".

## Lista utworów
1. Bullet in the Head (live) – 5:44
2. Settle for Nothing (live) – 4:57
3. Bombtrack (live) – 5:55
4. Take the Power Back (live) – 6:13
5. Freedom (live) – 6:00
6. Intro (Black Steel in the Hour of Chaos, live) – 3:42 (wraz z Chuck D z Public Enemy)
7. Zapata's Blood (live) – 3:49
8. Without a Face (live) – 4:06
9. Hadda be Playin' on the Jukebox (live) – 8:04 (tekst Allena Ginsberga)
10. Fuck tha Police (live) (cover piosenki zespołu NWA)
11. Darkness – 3:41 (również znana jako "Darkness of Greed", piosenka pojawiła się na soundtracku do filmu Kruk)
12. Clear the Lane – 3:50
13. The Ghost of Tom Joad (live) – 5:22 (cover piosenki Bruce’a Springsteena)

Zostały również wydane wersja płyty, na których nie znalazła się piosenka The Ghost of Tom Joad lub No shelter i The Ghost of Tom Joad.